# Coccoderus sexmaculatus
Coccoderus sexmaculatus är en skalbaggsart som beskrevs av Jean Baptiste Lucien Buquet 1840. Coccoderus sexmaculatus ingår i släktet Coccoderus och familjen långhorningar. Inga underarter finns listade i Catalogue of Life.